# رونيل إغليسياس
رونيل إغليسياس (مواليد 14 أغسطس 1988) هو ملاكم كوبي، مثّل بلاده في الألعاب الأولمبية الصيفية في دورة 2008 التي حاز فيها على الميدالية البرونزية في الوزن الخفيف، كما حاز على الميدالية الذهبية في دورة 2012 في الوزن الخفيف ودورة 2020 التي حاز فيها على الذهبية في الوزن المتوسط.

## روابط خارجية
رونيل إغليسياس على موقع بوكس ريك (الإنجليزية) (registration required)
- رونيل إغليسياس على موقع اللجنة الأولمبية الدولية (الإنجليزية)
- رونيل إغليسياس على موقع أوليمبيديا (الإنجليزية)